# 162. (туркестанска) пешадијска дивизија (Немачка)
162. (туркестанска) пешадијска дивизија  Вермахта формирана је 21. маја 1943. од штаба расформиране 162. пешадијске дивизије, и Јерменске, Азербејџанске, Грузијске, Севернокавкаске, Туркестанске и Татарске легије. У јуну 1943. транспортована је у северну Италију и Словенију, где је укључена у састав II СС оклопног корпуса. Учествовала је у операцијама против партизана у Истри и западној Словенији током септембра, октобра и новембра 1943.
Дана 9. новембра 1943. дивизија је у свом саставу имала 19.794 војника и официра (478 официра, 2.912 подофицира и 16.404 војника). Од тог броја, њих 10.626 били су Немци (467 официра, 2.630 подофицира и 7.529 војника)
До краја рата дивизија је остала у саставу Армијске групе Ц у Италији. У мају 1945. у Аустрији предала се Британској армији.